# (74061) 1998 KK28
(74061) 1998 KK28 – planetoida z pasa głównego asteroid okrążająca Słońce w ciągu 3,38 lat w średniej odległości 2,25 j.a. Odkryta 22 maja 1998 roku.